# Castello di Limassol
Il castello medievale di Limassol (in greco Κάστρο Λεμεσού?, in turco Limasol Kalesi) è situato vicino al porto vecchio nel cuore del centro storico della città di Limassol. Il castello come appare oggi è una struttura ricostruita intorno al 1590 durante il periodo del dominio ottomano.
L'indagine archeologica all'interno del castello ha rivelato che fu costruito su una basilica paleocristiana del IV-VII secolo d.C.) e su un monumento bizantino del X-XI secolo d.C. Altri reperti sotto il castello testimoniano l'esistenza di un'importante chiesa, forse la prima cattedrale della città.
Secondo Etienne Lusignan, il castello originale fu eretto da Guido di Lusignano nel 1193. Il primo riferimento ufficiale al forte risale al 1228, durante il coinvolgimento di Federico II di Germania negli affari di Cipro. Dalla sua erezione fino all'inizio del 1500 i danni furono causati dai continui attacchi alla città da parte di genovesi e mamelucchi oltre che dai terremoti che si alternarono ai restauri e alle ricostruzioni.
Nel 1538 gli ottomani conquistarono Limassol e il castello. Il governatore veneziano di Cipro, dopo aver riconquistato il castello, decise di demolirlo per evitarne l'eventuale cattura. Questa distruzione fu completata nel 1567-1568. Dopo l'acquisizione ottomana di Cipro nel 1576, i resti o parti dei resti del castello furono incorporati nel nuovo forte ottomano, completato nel 1590, che fu notevolmente rafforzato. La camera sotterranea e il primo piano furono trasformati in celle carcerarie e rimasero in uso fino al 1950. 
Secondo la tradizione, qui Riccardo Cuor di Leone sposò Berengaria di Navarra e la incoronò regina d'Inghilterra nel 1191.

## Galleria d'immagini

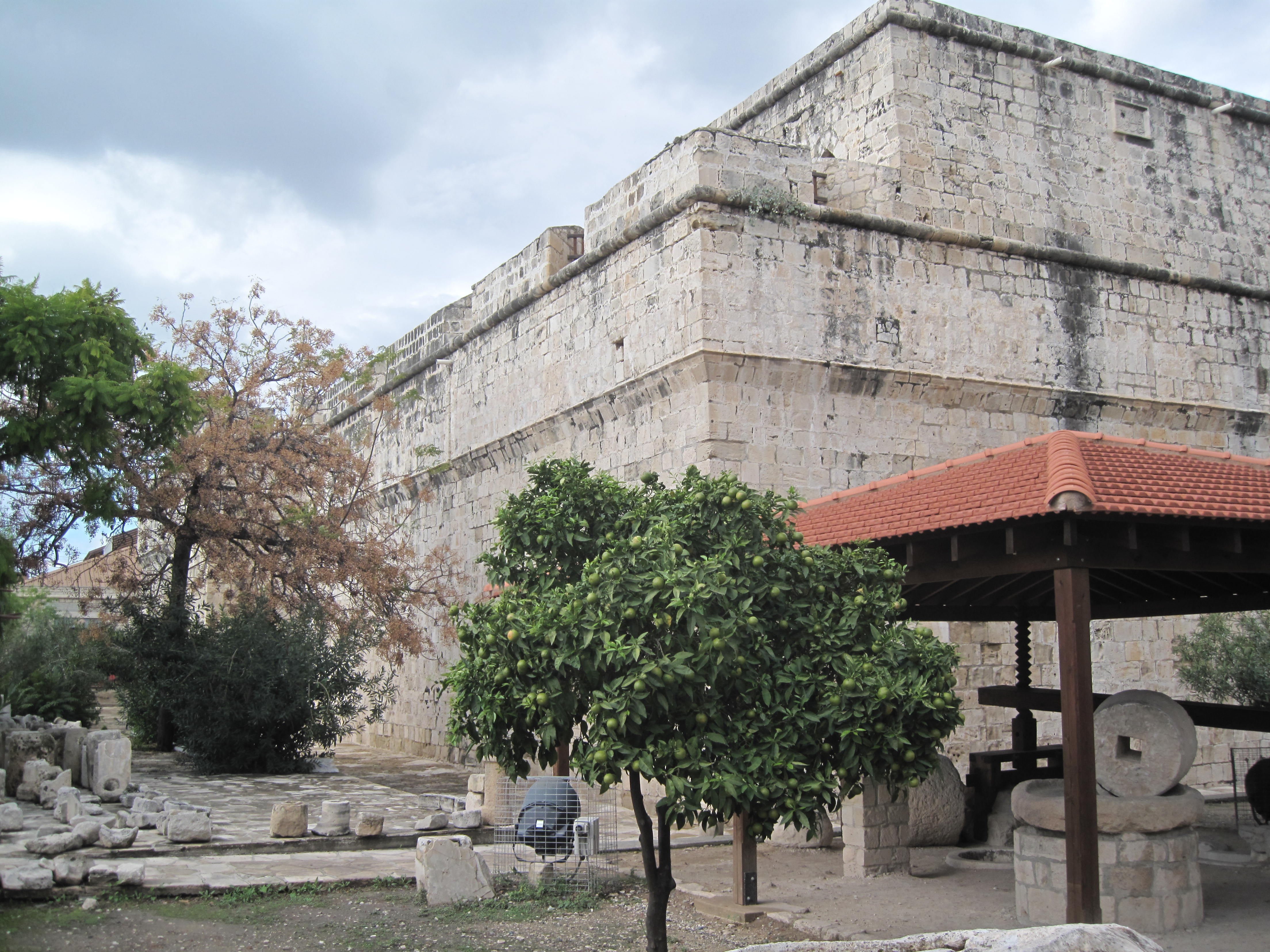
Facciata est
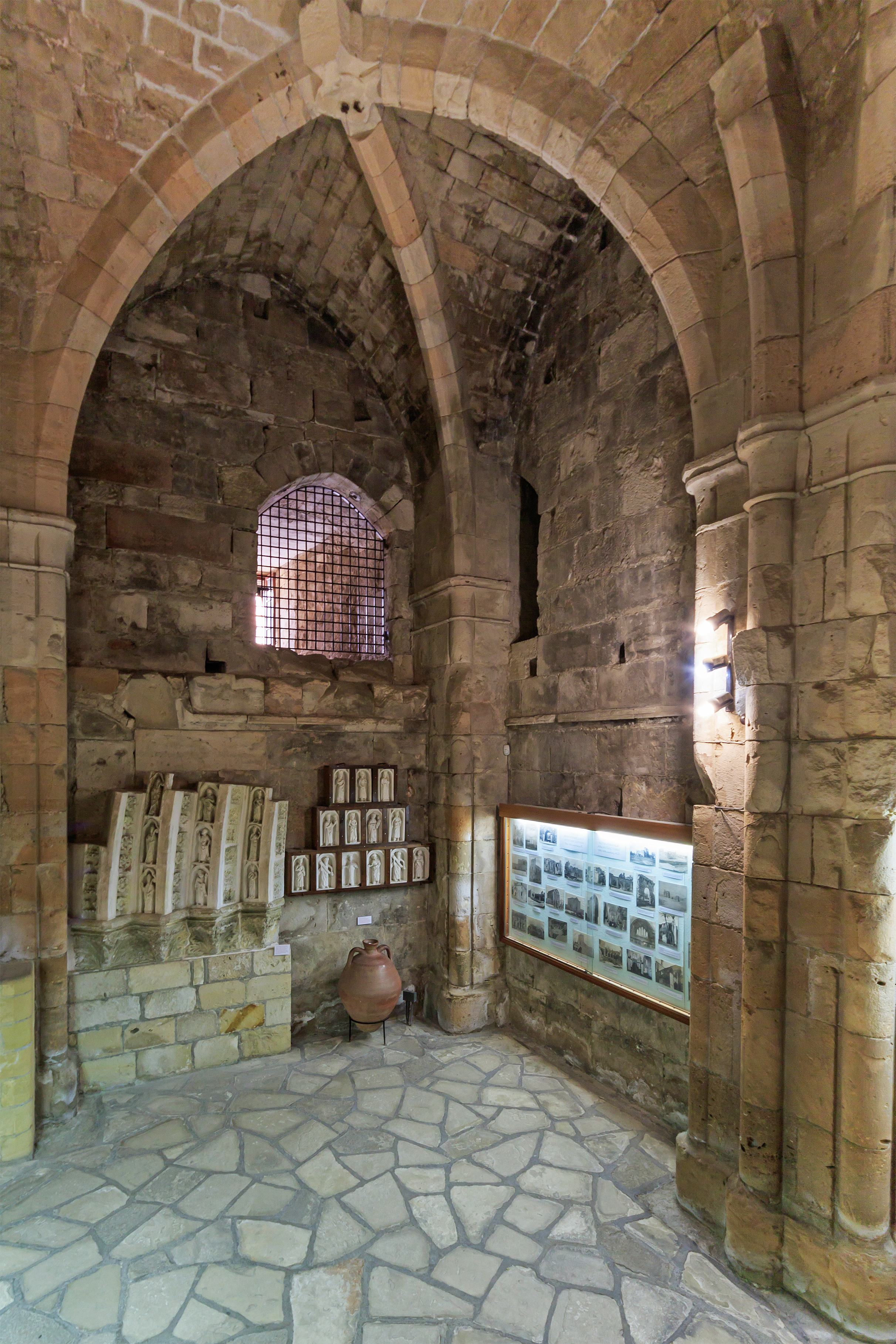
Interno
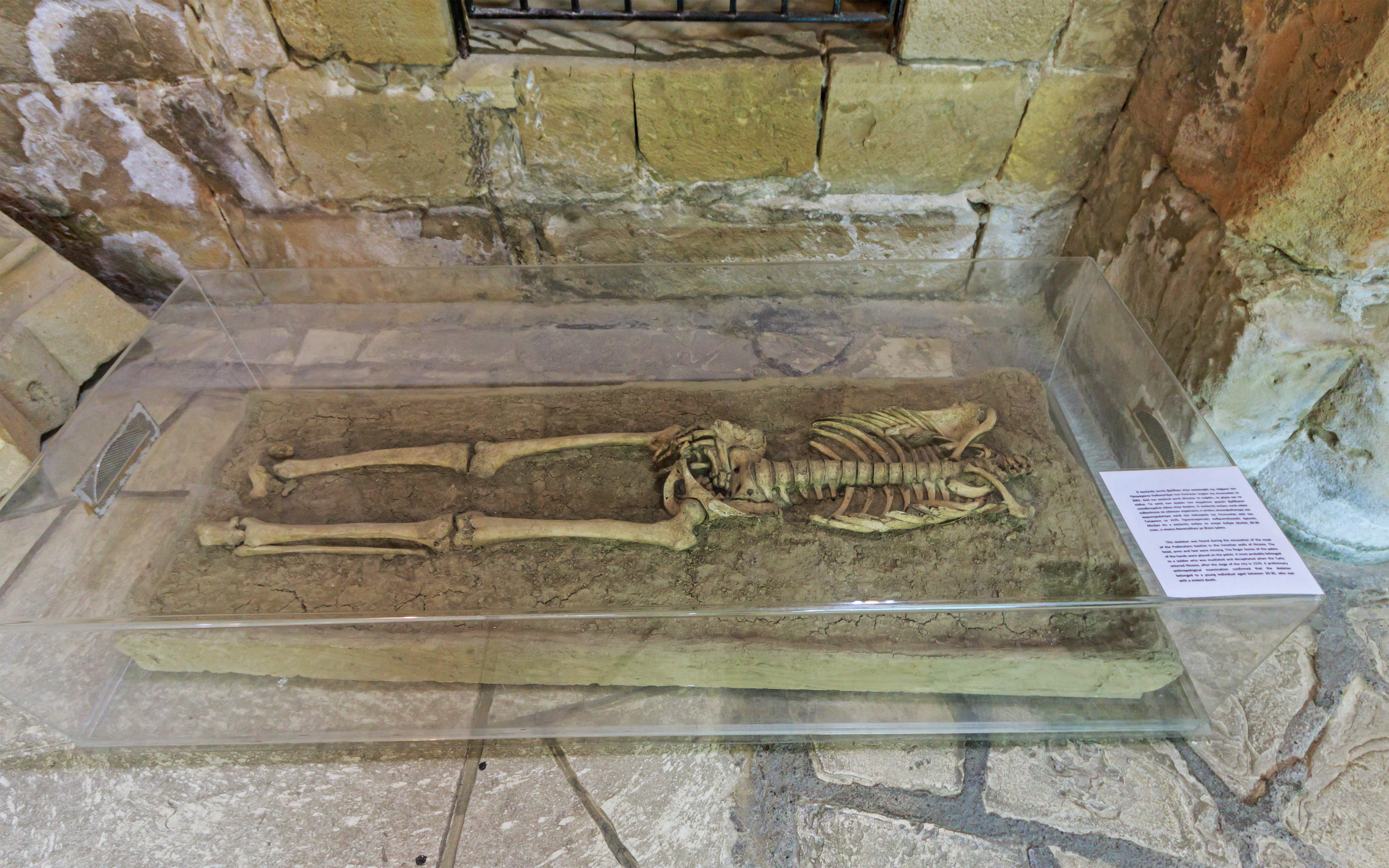
Interno
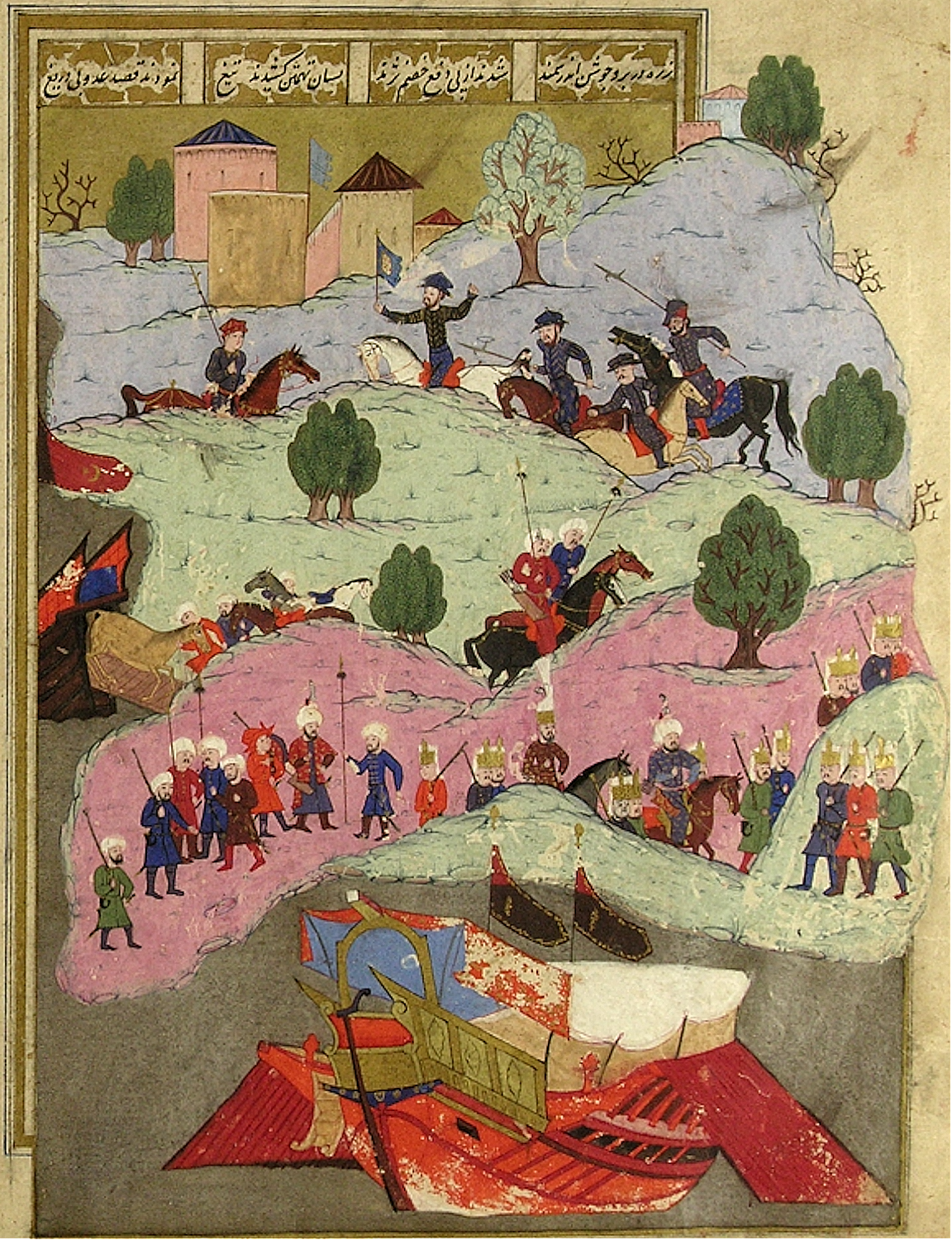
Un dipinto in miniatura raffigurante lo sbarco dei soldati ottomani nel castello di Limassol durante la conquista ottomana di Cipro nel 1570-1571
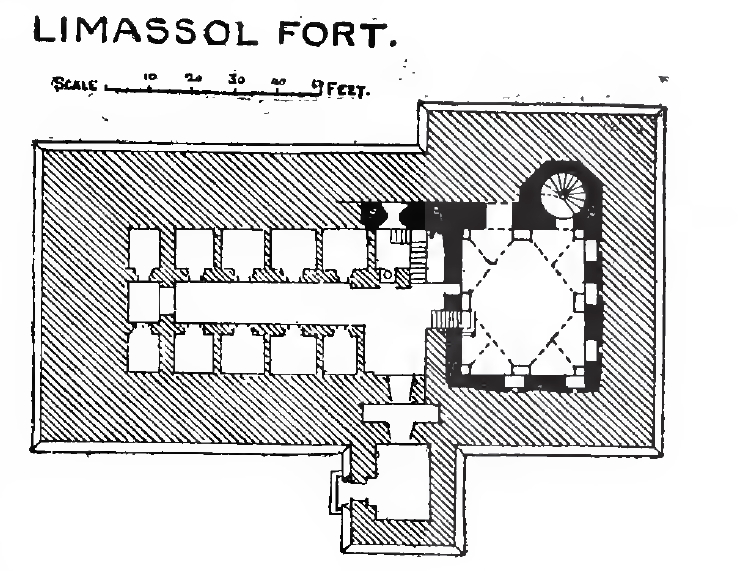
Pianta (1918)